# 沙崙站 (新北市)

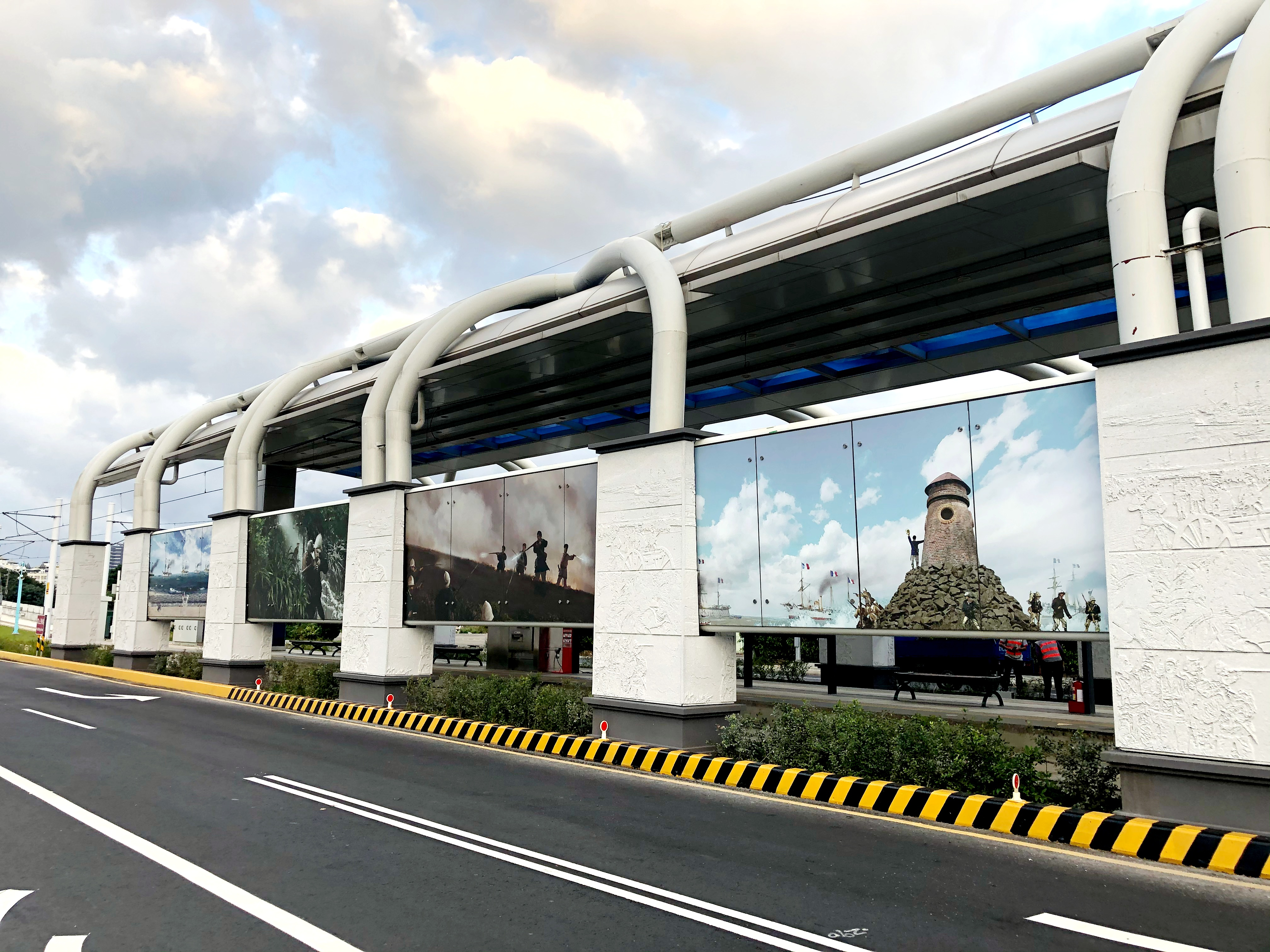
輕軌沙崙站柱體及清法戰爭的帷幕畫作

沙崙站位於新北市淡水區，是淡海輕軌藍海線的車站。

## 車站構造
地面車站，一座島式月台

### 月台配置
| 地面               |                                               |
| 一月台             | ← 淡海輕軌 往終點站方向（V26 淡水漁人碼頭站） |
| 島式月台，左側開門 |                                               |
| 二月台             | 淡海輕軌 往紅樹林方向（V28 台北海洋大學站）→  |
| 出入口             |                                               |

## 利用狀況
| 年   | 年間   | 年間   | 年間     | 年間     | 1日平均 | 1日平均 |
| 年   | 上車   | 下車   | 上下車計 | 來源     | 上車    | 上下車  |
| ---- | ------ | ------ | -------- | -------- | ------- | ------- |
| 2020 | 4,000  | 4,000  | 8,000    | [ 註 2 ] | 85      | 170     |
| 2021 | 23,000 | 20,000 | 43,000   | [ 5 ]    | 63      | 118     |
| 2022 | 32,000 | 28,000 | 60,000   | [ 6 ]    | 197     | 164     |

## 車站周邊
- 沙崙海水浴場(已廢棄)
- 新北市公共自行車租賃系統
  - 輕軌沙崙站

## 歷史
- 淡海輕軌藍海線第一期路網於2020年11月15日下午兩點正式營運[7]。

## 腳註

### 備註
1. ↑  但初期計畫時期，市府檢討側式月台[3]
2. ↑  109年新北市捷運統計年報（來源：新北捷運公司。2020年11月15日營運開始，運量平均從此日開始計47天）[4]

## 外部連結
- 新北大眾捷運股份有限公司 （页面存档备份，存于）
- 新北市政府捷運工程局 （页面存档备份，存于）